# 태풍 오마이스 (2021년)
태풍 오마이스 (OMAIS)는 2021년에 북서태평양에서 발생한 제12호 태풍으로, 미국에서 제출한 이름으로 '주위를 어슬렁거리는'을 의미한다. 2021년 한반도에 상륙한 첫 태풍이다.

## 개요
태풍 오마이스는 8월 20일 21시에 중심기압 1,004hPa, 최대풍속 18m/s, 강풍 반경 110km의 열대폭풍으로 일본 오키나와 남남동쪽 약 850km 부근 해상에서 발생하였다.(일본 기상청 태풍정보 속보치 기준) 발생 이후 북북서~북서진하면서 발달하였고, 8월 22일 9시에 일본 오키나와 남서쪽 약 330km 부근 해상에서 중심기압 996hPa, 최대풍속 26m/s의 강한 열대폭풍으로 최성기를 맞이하였다. 최성기 이후 동중국해로 진출하며 강한 연직시어로 ,빠르게 약화가 진행되는 와중에 제주도를 관통하였고, 얼마 지나지 않아서 일본 기상청 기준으로 8월 24일 0시 중심기압 998hPa, 최대풍속 18m/s의 세력으로 경상남도 통영시 광도면에 상륙하였다. 한국 기상청 기준으로는 8월 23일 23시 50분 중심기압 996hPa, 최대풍속 18m/s의 세력으로 경남 고성군에 상륙하였다. 한국 기상청 기준으로는 8월 24일 2시 50분경 경북 포항시에서 동해상으로 진출했다. 일본 기상청 기준으로는 8월 24일 3시에 경북 포항시에서 동해상으로 진출하였다. 빠른 속도로 북북동진하며 온대저기압화가 진행되어서, 한국 기상청 기준으로는 8월 24일 6시에 울릉도 남서쪽 약 60km 부근 해상(동해)에서 중심기압 996hPa의 온대저기압으로 변질되었다. 일본 기상청 기준으로는 8월 24일 9시에 울릉도 북동쪽 약 56km 부근 해상(동해)에서 중심기압 998hPa의 온대저기압으로 변질되었다.

## 영향
태풍 오마이스는 2021년에 대한민국에 직접적인 영향을 끼친 첫 번째 태풍이다. 24일 기상청에 따르면 태풍 오마이스는 중심기압 996hPa, 최대 풍속 초속 18∼19ｍ, 강풍 반경 110km로 비교적 소형 태풍에 속했으나 많은 비와 강풍을 몰고 왔다. 태풍 영향권에 든 남부지방에 시간당 100mm에 달하는 물폭탄이 쏟아져 도로 곳곳이 침수되는 등 피해가 잇따랐다. 가장 큰 피해를 입은 지역은 경상남도와 울산광역시, 부산광역시이고, 전라남도와 경상북도 또한 꽤나 큰 피해를 입었다. 전체적으로 바람 피해보다는 비 피해가 더 큰 비 태풍이었다. 태풍에 따른 부상, 사망 등 인명피해는 보고되지 않았다.

## 같이 보기
- 2021년 태풍